# Amazon Light
Amazon Light（アマゾンライト）とは、Amazon Web ServicesのAPI上に構築された代替的なAmazon.comのユーザーインターフェースである。サイトはアマゾンの元プログラマーのアラン・テイラーがアマゾン在職中に開発したものである。サイトはアマゾンのアフィリエイトリンクを通じて資金援助されていた。
ウェブサイトはよりシンプルかつ効率的な方法でアマゾンへのアクセスと使用を意図したものであった。ユーザーはアマゾンの本、音楽、DVD、ビデオテープのデータベースを検索または閲覧しリストにアイテムを追加することが出来た。そのリストはその後ユーザーのショッピングカートに追加され購入することが出来た。
アマゾンライトは元々はグーグル検索エンジンのメインページと類似したレイアウトだった。2002年の7月、グーグルの弁護士はアマゾンライトに停止通告書を出したと述べた。
アマゾンライト4.0は2005年のサウス・バイ・サウスウエストのウェブアワードで「技術上の実績賞」を獲得した
。
2009年7月、アラン・テイラーは自身のブログで「アマゾンライト(全４バージョン)は閉鎖される」と発表した 。